# Madame Ke
Madame Ke, född 1588, död 1627, var en politiskt inflytelserik kinesisk gunstling. Hon var amma och barnsköterska till Tianqi-kejsaren, och var med kejsarens godkännande Kinas de facto regent i samarbete med favoriteunucken Wei Zhongxian under Tianqis regeringstid 1620–1627.